# Pousaflores
Pousaflores é uma povoação portuguesa sede da Freguesia de Pousaflores do Município de Ansião, freguesia com 25,28 km² de área e 802 habitantes (censo de 2021), tendo, por isso, uma densidade populacional de 31,7 hab./km².

## Demografia
Nota: Nos anos de 1864 a 1890 pertencia ao concelho de Figueiró dos Vinhos, tendo passado para o atual concelho por decreto de 7 de setembro de 1895.
A população registada nos censos foi:
| Distribuição da População por Grupos Etários | Distribuição da População por Grupos Etários | Distribuição da População por Grupos Etários | Distribuição da População por Grupos Etários | Distribuição da População por Grupos Etários |
| -------------------------------------------- | -------------------------------------------- | -------------------------------------------- | -------------------------------------------- | -------------------------------------------- |
| Ano                                          | 0-14 Anos                                    | 15-24 Anos                                   | 25-64 Anos                                   | > 65 Anos                                    |
| 2001                                         | 129                                          | 145                                          | 568                                          | 359                                          |
| 2011                                         | 86                                           | 82                                           | 454                                          | 328                                          |
| 2021                                         | 50                                           | 62                                           | 371                                          | 319                                          |